# Бридсвил (Мичиген)
Бридсвил (енгл. Breedsville) град је у америчкој савезној држави Мичиген.

## Демографија
По попису из 2010. године број становника је 199, што је 36 (-15,3%) становника мање него 2000. године.
| Група             | 2000.       | 2010.       |
| Белци             | 185 (78,7%) | 128 (64,3%) |
| Афроамериканци    | 8 (3,4%)    | 4 (2,0%)    |
| Азијати           | 0 (0,0%)    | 0 (0,0%)    |
| Хиспаноамериканци | 30 (12,8%)  | 56 (28,1%)  |
| Укупно            | 235         | 199         |